# My Princess
My Princess (hangul: 마이 프린세스; rr: Mai Peurinseseu) é uma série de televisão sul-coreana exibida pela emissora MBC entre 5 de janeiro a 24 de fevereiro de 2011, com um total de 16 episódios. É estrelada por Kim Tae-hee, Song Seung-heon, Park Ye-jin e Ryu Soo-young.

## Enredo
Uma estudante universitária comum, Lee Seol (Kim Tae-hee), descobre que é uma princesa e a bisneta do último imperador da Dinastia Joseon, o Imperador Sunjong. Já o neto do presidente do Grupo Daehan, Park Hae-young (Song Seung-heon), é encarregado de educar Seol sobre etiqueta adequada, para que ela cumpra seu papel e auxilie na restauração da monarquia na Coreia. Com isso, ele é colocado em uma difícil situação, pois a restauração da monarquia irá levá-lo a perder todo o seu patrimônio.

## Elenco

### Elenco principal
- Kim Tae-hee como Lee Seol
- Song Seung-heon como Park Hae-young
- Park Ye-jin como Oh Yoon-joo
- Ryu Soo-young como Nam Jung-woo

### Elenco de apoio
- Lee Soon-jae como Park Dong-jae, avô de Hae-young e presidente do Grupo Daehan
- Maeng Sang-hoon como Oh Ki-taek, pai de Yoon-joo e secretário de Park Dong-jae
- Kang Ye-sol como Lee Dan, irmã adotiva de Seol
- Im Ye-jin como Kim Da-bok, mãe adotiva de Seol
- Lee Gi-kwang como Geon Lee, chefe real
- Son Sung-yoon como Shin Mi-so, palácio empregada
- Hwang Young-hee como Hong In-ae, empregada chefe palácio
- Lee Sung-min como Lee Young-chan, presidente da Coreia
- Lee Dae-yeon como So Sun-woo
- Choi Yoo-hwa como Kang Sun-ah, amigo de Seol da escola
- Baek Bong-ki como Bong-jae, guarda-costas
- Jeon Min-seo como Lee Seol (jovem)
- Choi Won-hong como Park Hae-young (jovem)
- Heo Tae-hee como Bo Jwa-kwan
- Chu Hun-yub como Yoo Ki-kwang, repórter
- Min Joon-hyun como Ki-ja
- Park Hyuk-kwon como Lee Han, pai de Seol
- Park Jung-woo como o pai de Park Hae-young
- Ahn Nae-sang como Imperador Sunjong (camafeu)
- Jo Sung-ha como o pai de Park Dong-hae (camafeu)
- Cha Hwa-yun como designer de moda (camafeu)
- Jung Suk-yong como sacerdote (participação, episódio 4)
- Joo Sang-wook como Hyun-woo (participação, episódio 9)
- Park Min-woo

## Trilha sonora
My Princess OST Part 1
1. "Falling" - Lee Sang-eun
2. "Because of You (너 때문인걸)" - BEAST
3. "Wind Blow (바람 불어라)" - Ga-yoon (4Minute)
4. "Sunset (노을)" - Every Single Day
5. "Change" - Every Single Day
6. "Kasio" - Taru
7. "The Last Song (마지막 노래)" - Lucite Tokki

My Princess OST Part 2
1. "Cherish That Person (그 사람을 아껴요)" - Yoseob (BEAST)
2. "Bears (곰인형)" - Okdal (Oksang Dalbit)
3. "Oasis (오아시스)" - Jeon Ji-yoon (4Minute)
4. "U.F.O" - Ok Yohan (Pia)
5. "Young Princess" - Carl Kanowsky, 문성남 (Moon Changmin)
6. "Heart (마음)" - Every Single Day
7. "Falling (Original Ver.)" - Every Single Day

## Recepção
Na tabela abaixo, os números azuis representam as audiências mais baixas e os números vermelhos representam as audiências mais elevadas.
| 1     | 5 de janeiro de 2011    | 13.0% | 17.1% |
| 2     | 6 de janeiro de 2011    | 14.3% | 17.2% |
| 3     | 12 de janeiro de 2011   | 16.2% | 20.0% |
| 4     | 13 de janeiro de 2011   | 17.0% | 22.7% |
| 5     | 19 de janeiro de 2011   | 16.9% | 21.9% |
| 6     | 20 de janeiro de 2011   | 14.0% | 18.4% |
| 7     | 26 de janeiro de 2011   | 14.1% | 18.2% |
| 8     | 27 de janeiro de 2011   | 14.5% | 18.0% |
| 9     | 2 de fevereiro de 2011  | 9.9%  | 11.8% |
| 10    | 3 de fevereiro de 2011  | 8.4%  | 10.1% |
| 11    | 9 de fevereiro de 2011  | 12.0% | 14.7% |
| 12    | 10 de fevereiro de 2011 | 12.4% | 15.8% |
| 13    | 16 de fevereiro de 2011 | 12.6% | 15.5% |
| 14    | 17 de fevereiro de 2011 | 12.3% | 15.5% |
| 15    | 23 de fevereiro de 2011 | 12.0% | 15.6% |
| 16    | 24 de fevereiro de 2011 | 12.3% | 15.4% |
| Média | Média                   | 13.2% | 16.7% |

## Exibição internacional
| País          | Emissora            | Ano                              | Título           |
| ------------- | ------------------- | -------------------------------- | ---------------- |
| Coreia do Sul | MBC                 | 2011                             | 마이 프린세스    |
| Hong Kong     | TVB                 | 2011 (TVB Drama 1) 2012 (TVB J2) | 我的公主         |
| Singapura     | MediaCorp Channel U | 2013                             | 我的公主         |
| Japão         | Fuji TV             | 2011                             | マイ・プリンセス |
| Filipinas     | ABS-CBN             | 2011                             | My Princess      |
| Indonésia     | Indosiar            | 2012                             | My Princess      |
| Israel        | Viva Platina        | 2013/2014                        | My Princess      |